# Virginia Slims of Houston 1991
Virginia Slims of Houston 1991 — жіночий тенісний турнір, що проходив на відкритих кортах з ґрунтовим покриттям Westside Tennis Club у Х'юстоні (США). Належав до турнірів 2-ї категорії в рамках Туру WTA 1991. Відбувсь удвадцятьперше і тривав з 15 квітня до 21 квітня 1991 року. Перша сіяна Моніка Селеш здобула титул в одиночному розряді й отримала 70 тис. доларів США.

## Фінальна частина

### Одиночний розряд
Моніка Селеш —  Мері Джо Фернандес 6–4, 6–3
- Для Селеш це був 3-й титул в одиночному розряді за сезон і 13-й — за кар'єру.

### Парний розряд
Джилл Гетерінгтон /  Кеті Ріналді —  Патті Фендік /  Мері Джо Фернандес 6–1, 2–6, 6–1